# Galianora sacha
Galianora sacha là một loài nhện trong họ Salticidae.
Loài này thuộc chi Galianora. Galianora sacha được Maddison miêu tả năm 2006.